# シェクター
シェクター (Schecter Guitar Research) はアメリカ合衆国カリフォルニア州のギターやベースを主に製造する楽器メーカー。
傘下部署として日本国内にダイアモンドシリーズの輸入代理店業務と日本製シェクターギターの企画販売を行うシェクタージャパンが存在する。
1976年にデヴィッド・シェクターにより設立され、一時期はペンサやサドウスキーのボディやネックの製造下請け会社として名を馳せていた。。

## 歴史

### 1976年 - 1983年：カスタムショップ時代
1976年、デヴィッド・シェクターはカリフォルニア州ヴァンナイズにリペアショップとしてシェクター・ギター・リサーチをオープン。質素なリペアショップで交換用のネック、ボディ、ピックアップ、ブリッジ、ピックガード、ペグ、ノブ、ポテンショメータ、その他様々なギターパーツを製造した。結局、ギターを作るのに必要なすべてのパーツを製造するようになり、これらの部品はフェンダーやギブソンといった大メーカー、またはシェクターのパーツでギターを組み立てる小規模なカスタムショップへと供給された。1970年代後半までに400種類以上ものギターパーツを供給したが、完成品の楽器を供給することは無かった。
1979年、シェクターははじめて完成品のエレクトリックギターを供給した。フェンダーのデザインをベースにしたカスタムショップモデルである。これらは高品質かつ高価格で、全米で20の小売業者でしか取り扱われなかった。
1979年9月、ザ・フーのピート・タウンゼントのギターテック、アラン・ローガンが彼のためにシェクターカスタムショップ製のギターを入手した。それはテレキャスタースタイルのギターに2基のハムバッカーを載せレスポールタイプのピックアップセレクターを採用したものである。タウンゼントはすぐにそれが気に入り、ステージ用のメインギターにした。彼はその後も類似のギターを入手したが、これはシェクター製のパーツを使い、シェクター及びイギリスのギター職人ロジャー・ギフィンが組み上げたものであった。タウンゼントはこれらのシェクター・ギターを1985年のライヴ・エイド後まで使用した。
1980年、ダイアー・ストレイツのマーク・ノップラーはシェクターのストラトキャスタータイプのギターをバンドのアルバム『メイキング・ムーヴィーズ』の録音に使用。ノップラーは多数のシェクター・ギターを所有している。2004年には彼のシェクターのうちの1本、タバコサンバースト仕上げのストラトキャスタータイプがエリック・クラプトンの「クロスロード・センター」運営資金のために開催されたクリスティーズのオークションにマーク・ノップラー本人から出品され、5万ドル以上で落札された。これはシェクターのギターに付けられた最高値である。

### 1983年 - 1987年：買収と大量生産
1983年までにシェクターの生産能力は限界に達し、需要に応じることが出来ない状況になっていった。同年、同社の名声に目をつけたテキサスの投資家グループに買収され創業者であり社長であったデヴィッド・シェクターが解雇される。彼らによって会社はテキサス州ダラスに移されたが、トム・アンダーソンを始めとする従来からのシェクターの従業員の多くはそれについて行かなかった。結果、この時期には貧弱なデザインアイディアと製品しか産み出されなかった。テキサスのオーナーの元でシェクター名義のギターが量産された期間は5年に満たない。
同時期シェクターはすべての生産がストップしていたため、当時は公表されていなかったがボディ、ネック、ブリッジ（トレムロック）、チューナー（段差ペグ）は日本で生産されていた。その頃シェクターをプロデュースしていたのはハリウッドでギター・リペアショップを経営していたジョー・ユーである。
1984年のNAMMショーでシェクターは12種の新しいギターとベースを紹介、すべてフェンダーデザインを元にしたものであった。このうち最も有名な物はピート・タウンゼントが使ったテレキャスタータイプに似たモデルで、非公式に「ピート・タウンゼント・モデル」と呼ばれる物である（タウンゼントが承認したものではない）。
この頃シェクターはイングヴェイ・マルムスティーンとのエンドーサー契約にこぎつけ、スキャロップド・ネックとリヴァース・ヘッドが特徴のカスタムギターをマルムスティーン用に作成した。1985年デュランデュランを脱退しパワーステーションを結成したアンディ・テイラーがトレムロック（ファインチューナー付き）のブリッジでボディ、ネック塗装にハードウエアもオールブラックのストラトモデルを使用していて来日公演の時もそれを使用、シェクターのスタッフがサポートした。同時期シャカタクのキース・ウィンターも来日公演の時渋谷区恵比寿にあったシェクター工房を訪れオール・ウォルナット仕様のストラトモデルをリペアしている。中野サンプラザ公演の時にシェクタースタッフがサポートした。
「ピート・タウンゼント・モデル」は最終的に「サターン(Saturn)」となり、ストラトキャスタータイプのギターは「スコーチャー (Scorcher)」と呼ばれるようになる。新デザイン、低価格、シェクターギターの生産量の多さにもかかわらず、テキサスオーナーの生産する低品質ギターは幅広い興味の対象とはならなかった。
1985年ジョー・ユーは過去のバンドメンバーだった渡辺一歩を誘いC&Jコーポレーションとしてシェクターの日本国内製造販売をスタートさせる。当時はまだ閉鎖されたとは言え、ダラスでは全く使用されなかったのでヴァンナイズの工房、下請けにはかなりの数量のパーツが在庫としてあった。ジョー・ユー（以下ジョー）はそのパーツ、ピックアップ・ハードウエア等を仕入れボディ・ネックは松本の下請けに依頼しスタッフを雇いまずは都内専門店から卸売を開始した。

### 1987年 - 渋谷尚武と改革
1987年、テキサス投資家グループは会社を日本の企業家、渋谷尚武に売却。渋谷はESPの創業オーナーでもあり(シェクターとESPは現在も別会社である）、また1995年にはハリウッドの有名音楽学校ミュージシャンズ・インスティテュート（GITから始まった著名音楽学校）を買収し所有する敏腕経営者である。渋谷の所有下でシェクターはカリフォルニアに戻り、徐々に名声を取り戻し始める。渋谷は会社を原点のカスタムショップへと戻し、全ての努力をハイエンドなカスタム楽器の製造に注ぎ込んだ。
シェクターのギターは再び僅かな小売店のみで入手可能になった。その1つにハリウッドに店を構える、渋谷所有のサンセット・カスタム・ギターがある。この店は後にシェクターの社長になるマイケル・シラヴォロが働いていた場所である。
1995年、シェクターはSシリーズのギターとベースを発表。平均価格1,295ドルのフェンダータイプのギターである。1996年に渋谷はシラヴォロに対し社長として会社を経営するよう要請した。シラヴォロは自身も経験豊富なミュージシャンであり、ストーン・テンプル・パイロッツのロバート・ディレオやホワイト・ゾンビのジェイ・イェンガーとショーン・イスルート等、何人もの有名ミュージシャンとのエンドーサー契約を会社にもたらしていた。
シラヴォロはフェンダーのデザインを全く好まず、過去のフェンダースタイルのデザインから距離を置きたかった。このため、彼はアヴェンジャー、ヘルキャット、テンペストといった製品をシェクターのカタログに加えた。また、彼は大手メーカーに無視された若手ミュージシャンへ手を差し伸べたかった。しかし当時は高価なカスタムギターしか生産しておらず、会社の生産能力は月40本であった。彼は理想を実現するため、高品質を保ったままで大量生産が可能な工場を探し始めた。
1997年、シラヴォロは東京ミュージックフェスティバルで何人ものアジアのギター製造者と会い、最終的に韓国の仁川にある工場に決定した。ギターは韓国で製造し、アメリカに送られた後にシェクターショップでセットアップという工程を経る。そして1998年のNAMMショーで、シェクターは手頃な価格で非カスタムラインのダイヤモンドシリーズを発表した。
1999年には7弦ギター「A-7 アヴェンジャー」がダイヤモンドシリーズに追加された。また、パパ・ローチのミュージック・ビデオ、「ラスト・リゾート」でジェリー・ホートンが手にしお目見えしたC-1も発表された。
今日、シェクターは手頃な価格の非カスタムラインのギターをダイヤモンドシリーズとして量産しており、元来のシェクターのスタイルであるハンドメイド・カスタムギターの製造はカリフォルニア州のカスタムショップに於いて続けている。

## カスタムショップシリーズ
アメリカのカリフォルニア州のカスタムショップ内で全てCNCで木工から組み込みまでを行うオーダーメイドシリーズ。公式サイトでオーダーの見積もりや発注を受け付けている。シャクタージャパンではこれらのシリーズの代理業務は行っていないため、これらの製品は日本国内では販売されていない。

## ダイヤモンドシリーズ
ダイヤモンドシリーズは1998年に発表され、すべて非カスタムの量産モデルから成る。このシリーズはデザイン的特徴を共有するさらに細かいグループに分類される。シェクターはこのシリーズについては一切のカスタマイズ要求に応じないと公表しており、そのためダイヤモンドシリーズはすべて「あるがまま」で販売されている。
ダイヤモンド・シリーズのエレクトリックギターは以下。
- サンバレースーパーシュレッダー・シリーズ
- テンペスト・シリーズ
- ヘルキャット・シリーズ
- ウルトラ・シリーズ
- アーティスト・モデル
- エクストリーム・シリーズ
- デーモン
- ヘルレイザー・シリーズ
- ブラックジャック・シリーズ
- エキゾチック・シリーズ
- アヴェンジャー
- オーメン・シリーズ
- ダミアン・シリーズ
- アヴィエイション・シリーズ
- （セミ）ホローボディ
- 7弦
- 8弦
- バリトン
- グリフォン・シリーズ - ギターセンター（アメリカで最大の楽器店チェーン）限定版。アメリカのギターセンターとミュージシャンズ・フレンド（ギターセンターの子会社）のみで入手可。
- シニスター・ゲイツ・カスタムシリーズ
- ザッキー・ヴェンジェンス・カスタムシリーズ

ダイヤモンド・シリーズのエレクトリックベースは以下。
- オーメン・シリーズ
- Cシリーズ
- モデルTシリーズ
- スティレット・シリーズ
- ダイヤモンドJシリーズ
- エクストリーム・シリーズ
- 00シリーズ
- ヘルレイザー・シリーズ
- ダミアン・シリーズ
- グリフォン・シリーズ
- スターゲイザー・シリーズ

## シェクター・ジャパンシリーズ
シェクター本社とは別にESP日本法人が手掛ける純日本製のギターシリーズ。
創業当初、シェクターはワーモスやゴダンと同様で木材をギターの未塗装の状態までのボディやネックに加工し、メーカーやDIY用に販売する下請会社であった。
こういった業者は大規模な加工施設を持たないリペアショップ(ペンサ、サドウスキー等)やエンドース契約を結んでいない駆け出しのギタリスト達(エドワード・ヴァン・ヘイレン、ジョージ・リンチなど)に人気を博した。
そこに目をつけた株式会社ムーンギターズの制作部署のPGMが1978年にシェクターとライセンス契約を結び、
アメリカでシェクターのビルダーであったトム・アンダーソンがボディとネック、ピックアップを設計製造の元、日本のPGMで組み立てるというスタイルで『シェクター』ブランドのギターの販売を開始した。
通常のストラトではなく、ディンキーボディなどを積極的に採用し、より実用的な様々な機能を搭載していたことからスタジオミュージシャンなどの一定の層から人気を博し、シェクターブランドは買収されるまでの1983年まで続いた。
1984年以降は、新たにトム・アンダーソンと契約を結んだためシェクターからトム・アンダーソン・ジャパンブランドへと名前を変えるが、トム・アンダーソンが下請けを中止したため1987年頃に幕を閉じた。

渋谷がオーナーとなった1990年代頃から、ESP日本法人の元、再び日本市場向けに純国産シリーズのシェクタージャパンを開始する。
かつてのシェクターのように主にディンキーボディを採用し、トム・アンダーソンとコラボし、ピックアップ供給を受けるなど高級ライン製品も売り出していた。
現在は東海楽器製造のOEMによる10万円台のギターとグループ会社のESP製造による30万円台の高級ラインを展開している。
また、ESP製造によるオーダーメイドも受け付けている。
エンドース契約では小林信一 や凛として時雨、ナイトdeライトなどがいる。
シェクター・ジャパンシリーズの主な製品は以下の通り。
- Exceed
- ST Custom
- PT Custom
- S
- Trad
- Ruler
- SD
- DX
- NV
- DX

## 著名ミュージシャン
長年にわたりシェクターは多数の著名ミュージシャンを惹き付け、その多くとエンドース契約を結んできた。一般的にシェクターのギターはヘヴィメタル、ハードロック、オルタナティブ・ロックのミュージシャンに支持されている。

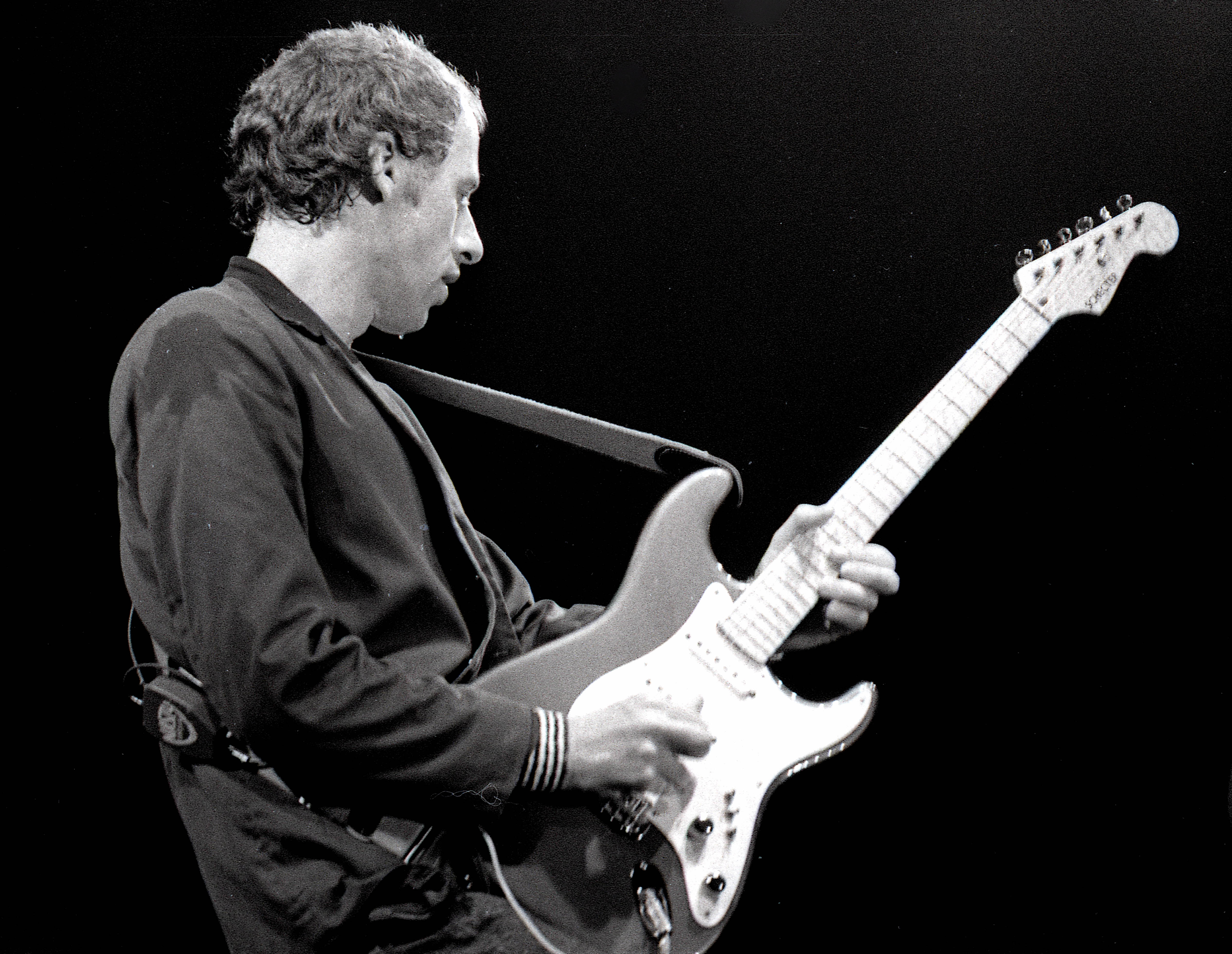
マーク・ノップラー

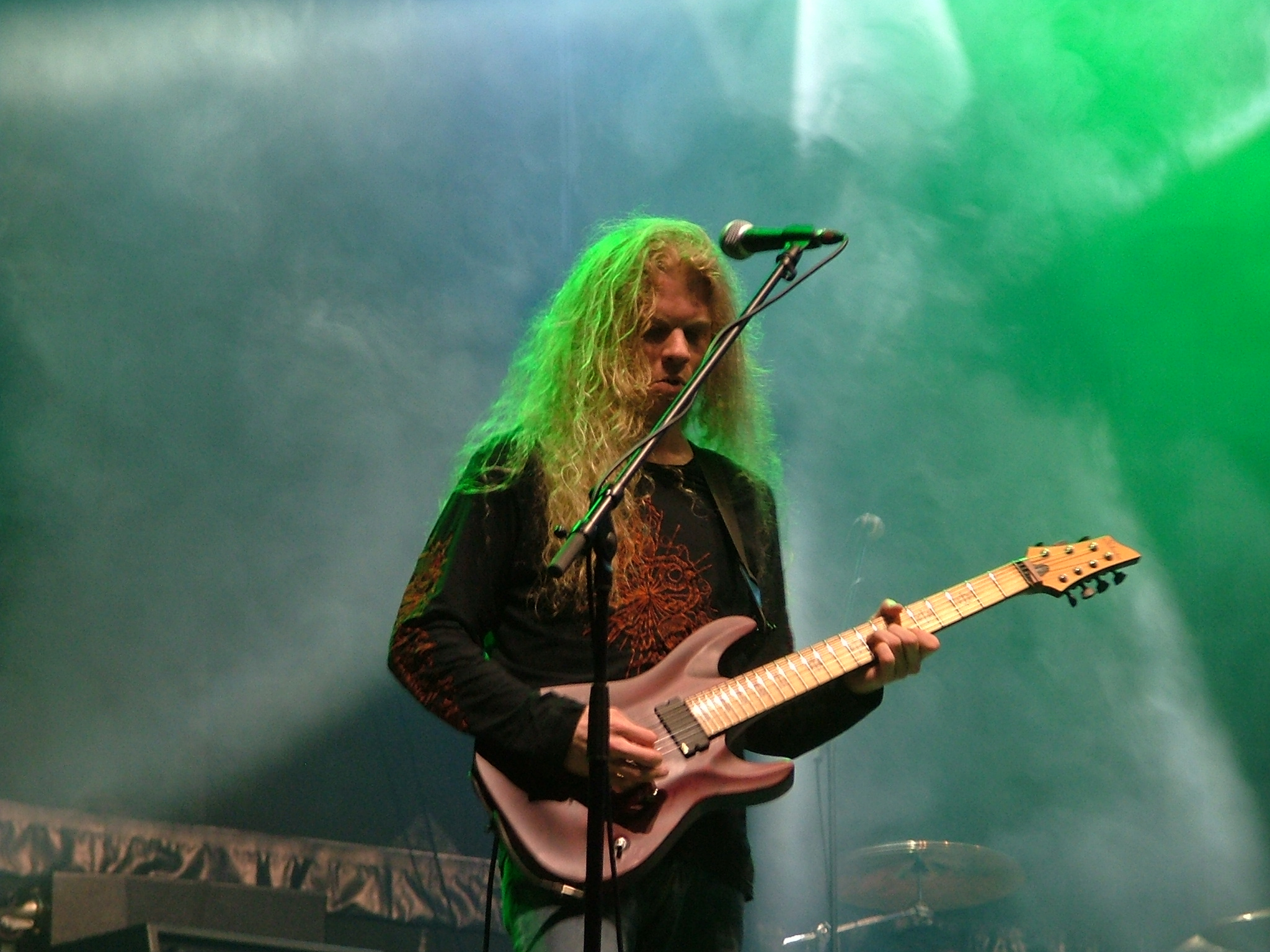
ジェフ・ルーミス

以下にシェクターを使用/所有している著名ミュージシャンを挙げる。
- マーク・ノップラー（ダイアー・ストレイツ）
- ピート・タウンゼント（ザ・フー）
- イングヴェイ・マルムスティーン
- ショーン・イスルート（元ホワイト・ゾンビ）
- ジェリー・ホートン（パパ・ローチ）
- ジェフ・ルーミス（元ネヴァーモア）
- シニスター・ゲイツ（アヴェンジド・セヴンフォールド）
- ザッキー・ヴェンジェンス（アヴェンジド・セヴンフォールド）
- エディ・ヴェダー（パール・ジャム）
- ロバート・スミス（ザ・キュアー）
- ロバート・ディレオ（ストーン・テンプル・パイロッツ）
- プリンス
- ボブ・ジラ（元ダメージプラン、ヘルイェー）
- ミスフィッツ
- ショーン・モーガン（シーザー）[5]
- アンディ・テイラー（デュラン・デュラン）
- ニッキー・シックス（モトリー・クルー、SIXX:A.M.）
- 桑田佳祐 (サザンオールスターズ)
- TK (凛として時雨)
- 人時 (黒夢)

## トリビア
- シェクターはブラッククロームハードウェアを使用した最初のギターメーカーである[1]。
- 1976年頃、デヴィッド・シェクターはフェンダーのピックアップと同じ大きさでハムバッカーとシングルコイルの音色を可能にするピックアップを設計した[1]。同様の設計のピックアップは、今も多くのメーカーにより使用されている。たとえばシェクターのギターには2基のハムバッカーが搭載されているが、通常の3ウェイセレクタではなく5ウェイセレクタを使用することにより、ハムバッカーとコイルタップによるシングルコイル・トーンの実現が可能になっている。